# Tomate-coração-de-boi

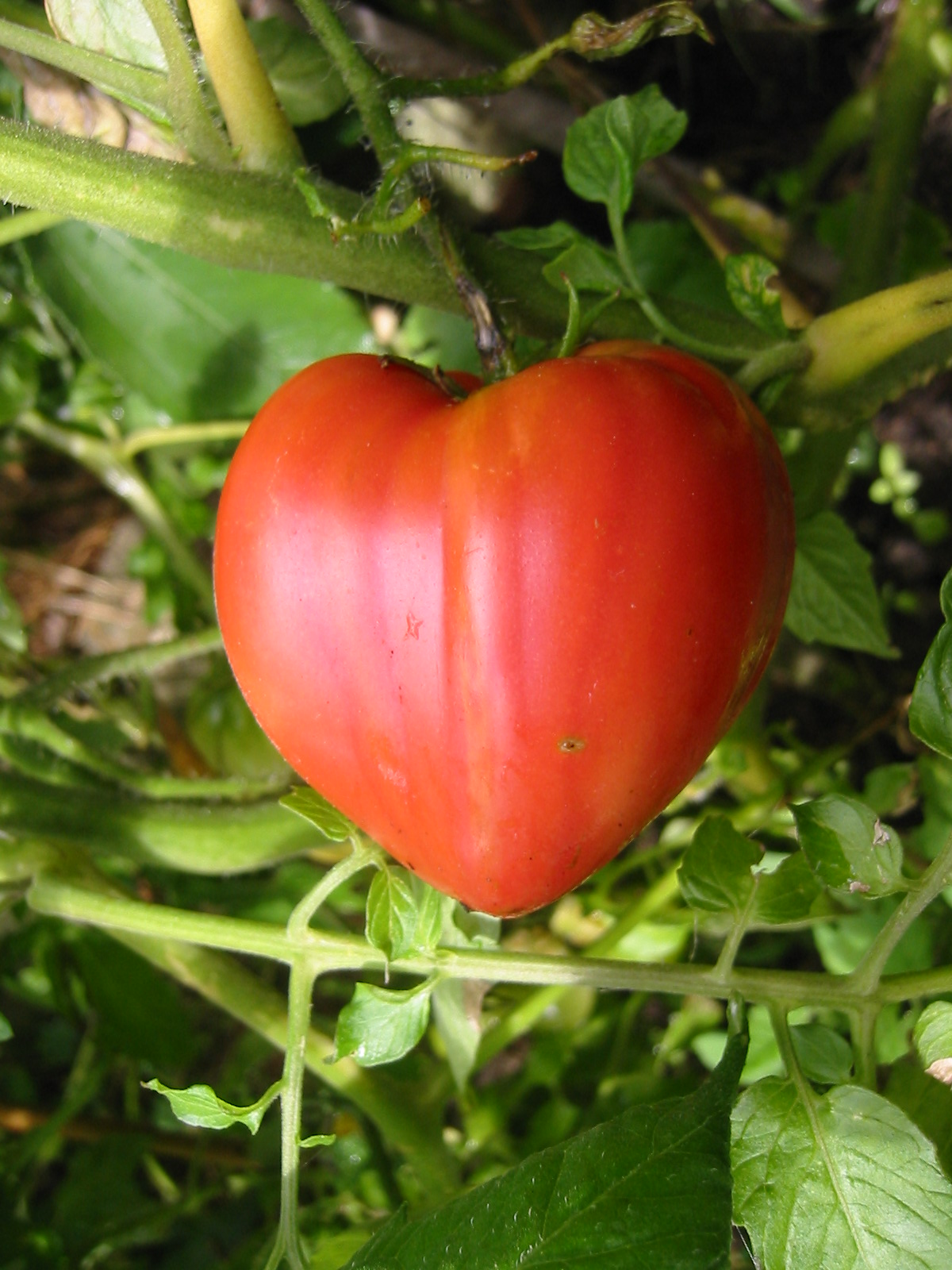
Tomate-coração-de-boi.

O tomate-coração-de-boi ou coração-de-boi é uma variedade de tomate grande e irregular, de pele lisa e fina, que se assemelha a um coração bovino, daí o nome.
O peso na colheita geralmente varia de 200 a 300 gramas, embora possam ser encontrados frutos com peso de quase 800 gramas. Possui polpa carnuda e consistência levemente fibrosa. É saboroso, aromático e possui poucas sementes na polpa.
É um dos tomates mais populares em Portugal.

## Nome
É conhecido por esse nome em espanhol (corazón de buey), francês (cœur de bœuf), alemão (Ochsenherztomate), italiano: cuore di bue, russo (Бычье сердце) e ucraniano (Волове серце). Em inglês é conhecido como beef tomatoUK (tomate carne) ou beefsteak tomatoEUA (tomate bife), mas também é nomeado oxheart tomato (tomate-coração-de-boi) ou bull's heart tomato (tomate-coração-de-touro). Em chinês é "tomate bife" (牛排番茄).

## Origem
Acredita-se que o tomate-coração-de-boi tenha origem na Europa, possivelmente na Rússia.

## Produção
São geralmente colhidos verdes para a venda a retalho, pois amadurecem rápido. Não são tão produzidos em massa como outras variedades de tomates, devido ao seu tamanho, prazo de validade e sensibilidade ao transporte. No entanto, são muito populares entre produtores domésticos.

## Subgéneros
Existem subgéneros de coração-de-boi de diversas cores: amarelo, laranja ou até rosa.

## Colheita
O tomate-coração-de-boi é colhido manualmente, pois a casca é muito fina e delicada, e depois é colocado em ambientes bem ventilados.

## "Falsos" coração-de-boi

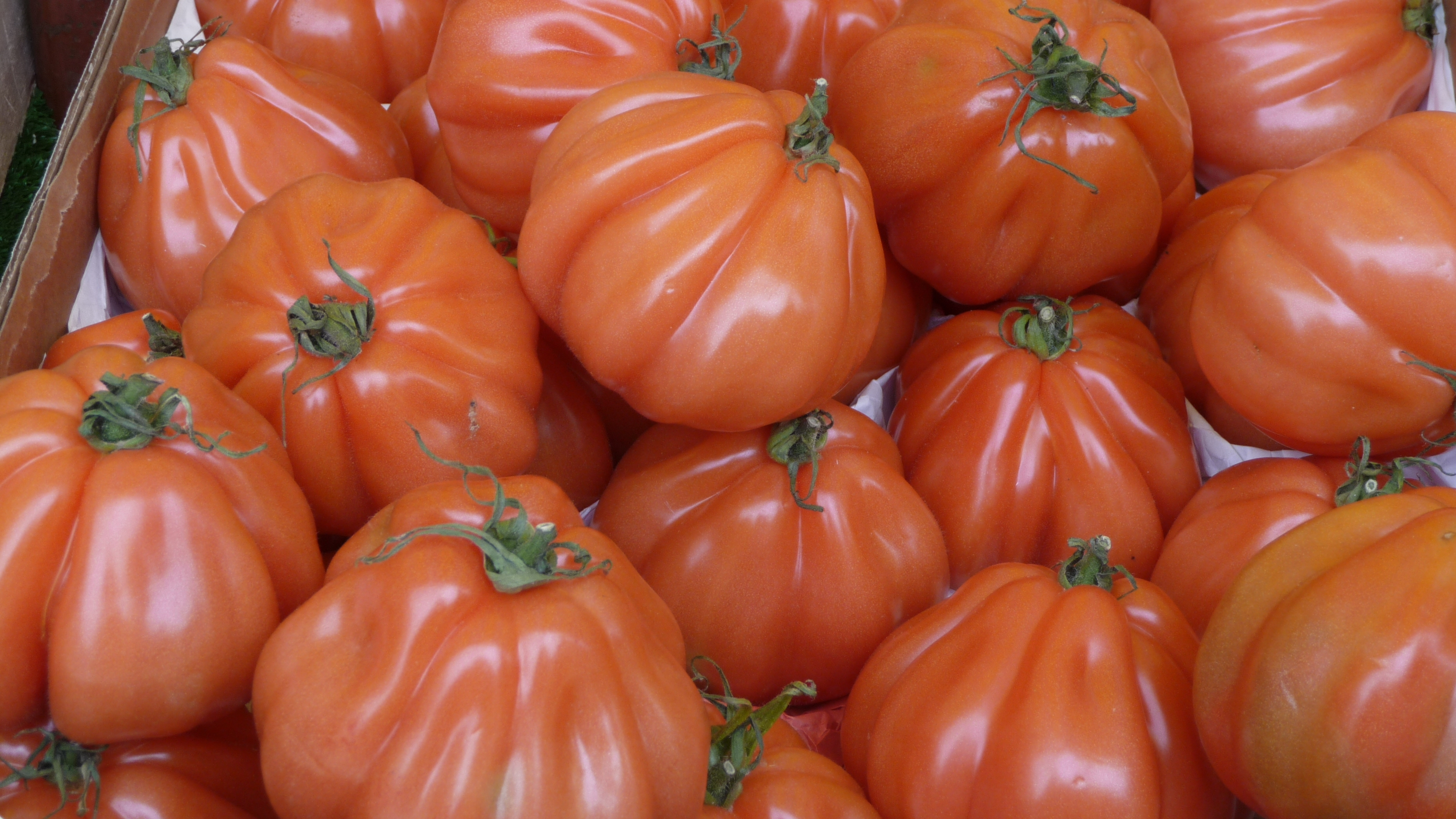
"Falsos" tomates-coração-de-boi.

Os "falsos tomates-coração-de-boi" são variedades de tomates que podem assemelhar-se ao tomate-coração-de-boi em aparência, mas diferem em sabor, textura ou outras características. Geralmente, são cultivares que foram criados para imitar visualmente o tomate-coração-de-boi, mas não possuem o mesmo perfil de sabor ou qualidade. Esses "falsos" tomates podem ser encontrados em mercados ou supermercados, muitas vezes rotulados como tomates-coração-de-boi, mas podem dececionar aqueles que buscam a autêntica experiência gustativa desse tomate especial.
Em Itália, o cuore di bue foi registado, mas não na França, onde algumas empresas continuam a nomear tomates com qualidades diferentes de cœur de bœuf.

## Uso
Ideais para saladas, também são bastante utilizados para molhos. São preferencialmente consumidos crus e ainda ligeiramente verdes, porque nessa fase de maturação a proporção de ácido para açúcar é ideal para o sabor. Há também quem os utilize como substitutos da carne.
Coração-de-boi totalmente maduro deve ser consumido em breve, pois não dura muito tempo.

## Celebrações
- Festa do Tomate-coração-de-boi do Douro (inclui um concurso do melhor tomate)[9][10]